# Urgencias del hospital... ¡fatal!
Urgencias del hospital... ¡fatal! es una historieta de Mortadelo y Filemón, dibujada y guionizada por el historietista español Francisco Ibáñez. La historieta se publicó el 3 de octubre de 2019. 

## Trayectoria editorial
La historieta fue publicada por Magos del Humor el 4 de octubre del 2018. siendo la número 194 de esa colección, mientras que es la número 211 de la Colección Olé.

## Sinopsis
El Súper encarga a Mortadelo y Filemón que se infiltren en hospitales privados para investigarlos, ante su proliferación y la escasa calidad de los públicos. Para ello, se disfrazan de doctores, e incluso en uno de estos centros conocerán a un peculiar cirujano, que no es otro que el mismísimo Rompetechos.